# SummerSlam (2025)
SummerSlam 2025 года (дословный перевод — «Летний бросок», название стилизованно пишется с второй заглавной буквой «S») — премиальное шоу производства американского рестлинг-промоушна WWE, которое было проведено 2 и 3 августа 2025 года на стадионе «Метлайф-стэдиум» в Ист-Ратерфорде, штат Нью-Джерси, США.
Это было тридцать восьмое по счёту шоу под брендом SummerSlam. В третий год подряд шоу прошло в начале августа: в 2022 году шоу SummerSlam провели в июле, а до того шоу за редкими исключениями проводилось во второй половине августа.
Шоу было доступно для трансляции на стриминговом сервисе Peacock в США и на Netflix в большинстве стран за пределами США. В некоторых странах правами на стриминг проектов WWE обладают разные платформы. Также был осуществлен показ по традиционной системе pay-per-view (PPV). В 2025 году SummerSlam впервые показали в формате «общей реальности» (shared reality).
В решающем матче 1 дня, Си Эм Панк победил Гюнтера и стал Чемпионом мира в тяжёлом весе. После этого на стадионе оказался Сет Роллинс, который до того три недели провел на костылях из-за травмы, полученной на Saturday Night’s Main Event XL. Роллинс отбросил костыли, показав, что все это время симулировал травму, после чего реализовал контракт Money in the Bank и стал Чемпионом мира в тяжёлом весе во второй раз. В этот день также Тиффани Стрэттон защитила Чемпионство WWE среди женщин от Джейд Каргилл, а Роман Рейнс и Джей Усо победили Брона Брейккера и Бронсона Рида в открывающем матче шоу.
В решающем матче 2 дня Коди Роудс победил Джона Сину в бою по правилам «Уличной Драки» и стал двукратным Неоспоримым Чемпионом WWE. После того, как Роудс покинул матч, на Сину напал вернувшийся после двухлетнего отсутствия Брок Леснар. В других матчах Доминик Мистерио победил Эй Джей Стайлза и сохранил Интерконтинентальное чемпионство WWE, Декстер Люмис и Джо Гейси победили в Шестистороннем матче TLC, сохранив Командное чемпионство WWE SmackDown, а в первом матче дня, Наоми победила Рию Рипли и Ийо Скай в трёхстороннем матче, сохранив Чемпионство мира среди женщин.

## Организация

### Предыстория SummerSlam
SummerSlam считается вторым по значимости шоу WWE в году (после WrestleMania. При этом создано данное шоу было четвертым (после того, как в 1987 году появилось Survivor Series, а в 1988м — Royal Rumble. При этом если Survivor Series и Royal Rumble были созданы в качестве контрпрограммирования шоу конкурентов — соответственно Starrcade и Bunkhouse Stampede, то SummerSlam был создан для того, чтобы в календаре WWF появилось регулярное летнее PPV. Впервые шоу с таким названием провели 29 августа 1988 в Нью-Йорке на домашней арене WWF «Madison Square Garden».
Со временем число PPV начало разрастаться, но SummerSlam и спустя 35 лет остается одним из главных событий года и считается центральным шоу лета. Слоган шоу гласит, что SummerSlam — это Самая крутая летняя вечеринка. Время проведения и выбираемые для организации города сделали шоу вторым по успешности шоу для WWF (а позже WWE). В течение некоторого времени первые четыре PPV WWF — WrestleMania (середина весны), Survivor Series (конец осени), Royal Rumble (конец января) и SummerSlam (вторая половина лета) считались «большой четверкой» шоу WWF. С 1993 по 2002 этот список расширили до пятерки за счет добавления King of the Ring. После того, как это шоу перестало регулярно проводиться, таких шоу снова стало четыре. После появления ежегодного шоу Money in the Bank его также неофициально зачислили в список самых больших шоу года. Со временем значимость SummerSlam немного спадала, уступая Royal Rumble, во многом за счет того, что у зимнего шоу был концепт Королевской битвы, а у SummerSlam никакой фишки не было.
Во времена разделения брендов (с 2002 по 2011 годы) SummerSlam было шоу для участников всех брендов WWE: RAW и Smackdown, а с 2006 по 2009) и ECW. Во время второго разделения брендов (2016—2020) шоу содержало матчи участников всех брендов WWE.
Начиная с 1988 года шоу SummerSlam доступно к просмотру по системе PPV. В 2014 году основной площадкой для показа стал сервис WWE Network, права на который продавались в разные страны другим сервисам. Так в США с 2022 шоу можно приоритетно смотреть на Peacock. В 2024 году был подписан контракт на постепенный переход всех премиум-шоу WWE на Netflix, который является основной площадкой для просмотра шоу из-за границ США.
Периодически были попытки сделать шоу эксклюзивным для отдельных городов. Так с 2009 по 2014 год SummerSlam проходил в «Стейплс-центр» в Лос-Анджелесе, а с 2015 по 2018 год мероприятие проходило в «Барклайс-центр» в Нью-Йорке.
Единственный раз шоу SummerSlam было проведено без зрителей в 2020 году в разгар коронавирусной пандемии. Изначально оно было запланировано к проведению в Бостоне, однако из-за ограничений, введенных американским правительством, его провели за закрытыми дверями на арене Amway Center в Орландо.
В 2021 году после снятия жестких ограничений SummerSlam стал первым премиум-шоу WWE, проведенным со зрителями — без каких-либо ограничений. То шоу впервые прошло на футбольном стадионе. По этим же причинам в 2021 году именно SummerSlam официально позиционировался как главное шоу WWE в году, поскольку WrestleMania 37 прошла со зрителями, но с и ограниченной посещаемостью.
В 2024 году было объявлено, что шоу SummerSlam с 2026 года станет двухдневным. Чуть позже объявили, что на двухдневный формат SummerSlam перейдет годом ранее -уже в 2025 году. Таким образом SummerSlam станет вторым шоу WWE, которое будет растянуто на два шоу.
Все шоу SummerSlam кроме одного были проведены в августе. В 2022 году SummerSlam был впервые проведен в июле. В 2023-м году шоу вернулось на август, его стали регулярно проводить в первый уик-енд августа.

### Организация и проведение шоу

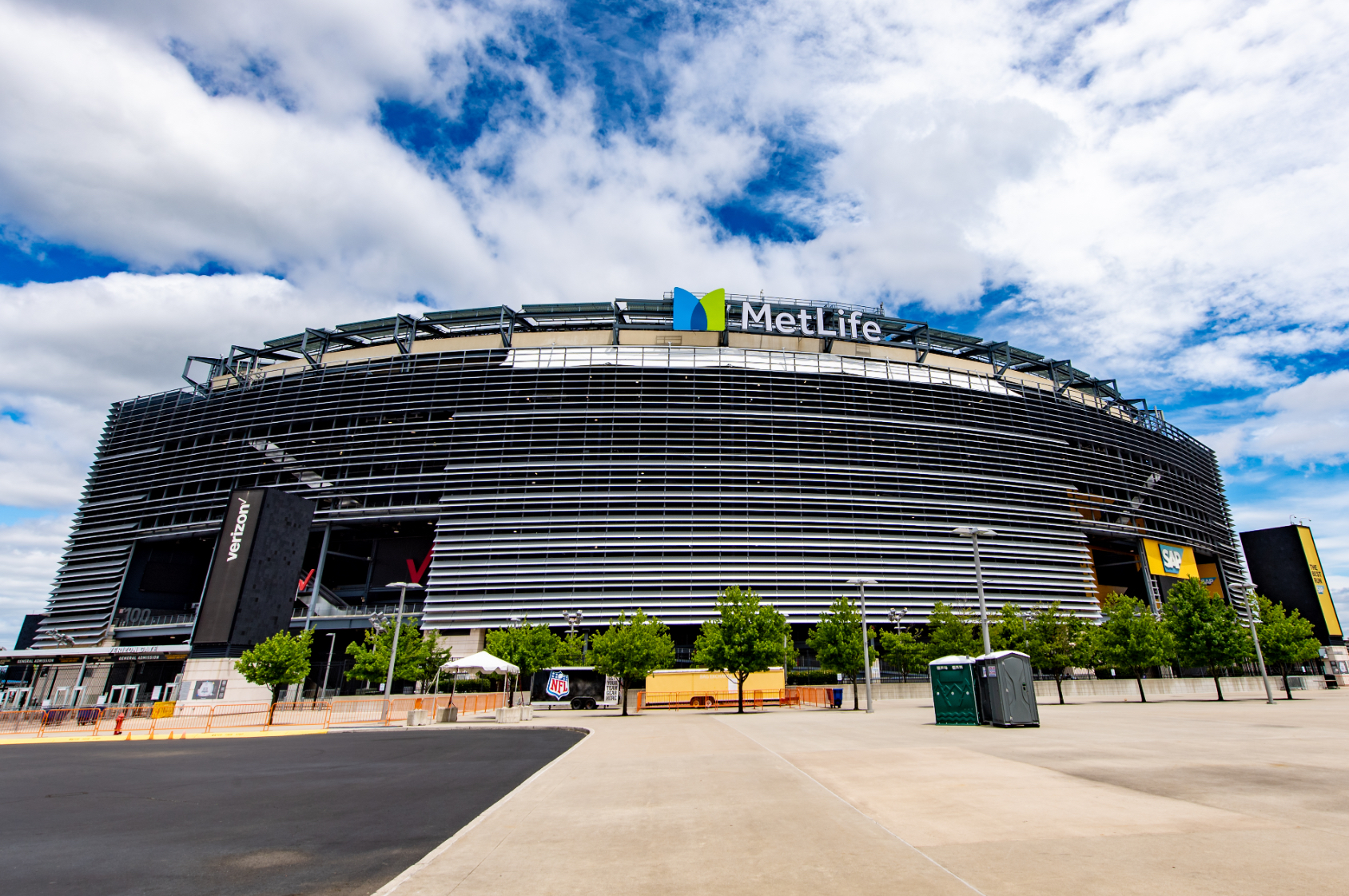
Шоу пройдет на стадионе Метлайф-стэдиум в Нью-Джерси.

26 сентября 2024 года было объявлено, что SummerSlam в 2025 году будет проведен в Нью-Джерси. Шоу запланировано к проведению на стадионе Метлайф-стэдиум, и это будет первое шоу, которое пройдет в два дня.
SummerSlam в 2025 году впервые покажут в формате «общей реальности» (shared reality).
Билеты поступили в продажу 2 мая. В этот день можно было купить комбо-билеты на два дня сразу. 18 июня поступили в продажу билеты на каждый день отдельно.

## Показ шоу
Как и все остальные Премиум-шоу WWE SummerSlam будет приоритетно показан на WWE Network, а также на других площадках, которые купили права на трансляцию эфиров этого сервиса в отдельных странах. В США шоу будет доступно на сервисе Peacock. Также это будет первый показ SummerSlam вне этого сервиса после того, как в течение трёх лет правами на приоритетный показ премиум-шоу WWE обладал именно Peacock. В тех странах, где недоступен Netflix, а также там, где были ранее заключены эксклюзивные контракты на показ шоу WWE, показ будет осуществляться в соответствии с условиями этих контрактов. В США и остальных странах SummerSlam покажут на площадке Netflix. Например, в странах Африки (за исключением северной) шоу будет показано на Showmax, в Северной Африке и на Ближнем востоке — на MBC Group, на Филиппинах и в Индонезии — на Disney+, в Австралии — на Binge. Все это расширяет аудиторию показа, поскольку данные сервисы берут существенно меньшую абонентскую плату, чем напрямую WWE Network.
В России легальный просмотр SummerSlam будет невозможен из-за того, что в 2022 году WWE Network был заблокирован на территории этой страны, доступ к Netflix был также заблокирован.
В начале 2025 года был анонсирован контракт WWE с компанией Cosm для показа своих шоу в иммерсивном формате «общей реальности» (shared reality). Таким образом SummerSlam в 2025 году станет первым, показанном на большом экране в таком формате.
21 июля было объявлено о заключении контракта WWE с компанией Fandango Media, по которому шоу предлагалось посмотреть в ряде кинотеатров сети Regal на территории США.

### Контракт WWE с Netflix
23 января 2024 года было объявлено о заключении долгосрочного партнёрства WWE и стримингового сервиса Netflix. По этому контракту с начала 2025го года шоу RAW, а также все премиум-шоу WWE можно было смотреть эксклюзивно на Netflix в ряде стран за пределами США. Также документ подразумевал, что со временем Netflix станет основной площадкой для трансляции шоу WWE и в тех странах, где существовали свои контракты на показ шоу — по мере завершения сроков действия этих контрактов. Таким образом в 2025 году SummerSlam стал первым шоу с таким названием, которое покажут на Netflix.

## Селебрити на SummerSlam (2025)
19 апреля 2025 года было объявлено, что ведущей летнего премиум-шоу WWE SummerSlam станет хип-хоп исполнительница Карди Би.
13 июля 2025 года в эфире шоу Saturday Night’s Main Event был назначен матч автора и исполнителя песен Джелли Ролла. Его ожидает командный матч вместе с Рэнди Ортоном против Логана Пола и Дрю Макинтайра. Соответственно в тот же день было подтверждено и участие блогера Логана Пола в этом шоу.
28 июля на RAW сообщили, что перед началом каждого из двух шоу SummerSlam будет исполнена американская патриотическая песня «God Bless America». В субботу ее исполнит певец Бриланд, а в воскресенье — дуэт Тигирлили Голд.
Выход Чемпионки Мира Наоми к рингу в открывающем матче второго дня шоу сопровождал музыкант и по совместительству отец рестлерши Шон Маккрэй.

## Сюжеты и назначение матчей
Традиционно на шоу WWE рестлеры проводят матчи, развивающие сюжеты и истории. Наиболее частый вид матча — противостояние положительного («фейс») и отрицательного («хил») персонажей. Подготовка матча и раскрытие сути конфликта происходит на телевизионных шоу — в случае шоу основного ростера WWE это Raw и SmackDown.
На WrestleMania 41 Джон Сина победил Коди Роудса и стал Чемпионом WWE. Сина перед этим впервые за 20 с лишним лет стал «хилом», а чемпионство стало для него 17-м и рекордным, по текущим подсчетам WWE. В последующем Сина защитил титул от Рэнди Ортона на Backlash и провел короткий фьюд с Роном Киллингсом. Коди Роудс пропустил несколько недель и вернулся на шоу WWE для участия в турнире «Король Ринга», в котором он вышел в финал. На шоу Night of Champions Коди Роудс победил Рэнди Ортона в финале турнира, выиграв титул Короля ринга, а также получив право на титульный матч за Неоспоримое чемпионство WWE на SummerSlam. На том же шоу Джон Сина победил СМ Панка, совершив вторую успешную защиту титула. 18 июля на SmackDown состоялось подписание контракта на матч. Джон Сина изначально отказался подписывать документы, сославшись на психологическое выгорание, вызванное съемками для значимого проекта Netflix в Нью-Йорке. Коди Роудс после этого избил Сину, положил его на стол и провел атаку с канатов. После этого Роудс вложил ручку в руку Сины и подписал документ от его лица. Вслед за этим он взял микрофон и объявил, что матч пройдет по условиям «Уличной драки». 25 июля этот матч был назначен на второй день шоу.
4 июля на SmackDown вернулся Дрю Макинтайр, который отсутствовал с Saturday Night’s Main Event 39, проведенного 24 мая. Он ввязался в перепалку с Рэнди Ортоном, обвинив его в том, что он не смог победить Коди Роудса в финале турнира «Король Ринга», и в том, что легенда Ортона осталась в прошлом. Ортон в ответ провел ему РКО, а позже рестлерам назанчили матч на следующее шоу Saturday Night’s Main Event. На SmackDown 11 июля организовали мини-концерт певца Джелли Ролла, который исполнял песню «Liar». Его выступление было прервано Логаном Полом, который обвинил Джелли в том, что он чужак, который хочет попиариться за счет популярности WWE. Заступиться за Джелли вышел Ортон, напомнивший, что тот — известный певец, а вот Логана Пола в WWE не любят ни другие рестлеры, ни зрители. Пол был вынужден ретироваться, но в сердцах он разломал музыкальные инструменты и оборудование, установленные ранее на сцене для выступления Джелли. На следующий день на шоу Saturday Night’s Main Event состоялся матч, в котором Рэнди Ортон в компании Джелли Ролла победил Дрю Макинтайра, которому аккомпанировал Пол. После матча началась потасовка, итогом которой стало назначение командного матча этим рестлерам и селебрити на SummerSlam. 17 июля вся четверка стала гостями популярного телевизионного шоу Джимми Киммела, где устроила драку, в результате которой Джелли Ролл бросил Логана Пола в стол, сломав его. 25 июля этот матч был назначен на первый день шоу.
Женское чемпионство WWE на первом SmackDown 2025 года года выиграла Тиффани Стрэттон, реализовавшая кейс «Деньги в банке». За последовавшие полгода она защитила титул трижды от бывшей чемпионки Наи Джекс, по одному разу от Бэйли и от выигравшей Королевскую Битву Шарлотт — на WrestleMania 41. В мае и июне состоялся турнир «Королева ринга», который увенчался финалом на шоу Night of Champions, где победу одержала Джейд Каргилл, получившая вместе с титулом возможность провести матч за Женское чемпионство WWE на SummerSlam на следующем шоу Night of Champions. Через две недели состоялось шоу Evolution, на котором Стрэттон защитила Чемпионство от Триш Стратус, и таким образом их матч с Каргилл был утвержден. Несмотря на это на SmackDown 25 июля Стрэттон пришла на помощь Каргилл, когда на ту после её матча напали Альба Файр и Пайпер Нивен. 25 июля этот матч был назначен на первый день шоу.
После того, как Гюнтер на WrestleMania 41 проиграл Чемпионство мира в тяжёлом весе Джею Усо, он смог вернуть себе титул в матч-реванше, который прошел на RAW 9 июня. На Saturday Night’s Main Event 12 июля Гюнтер защитил титул от Голдберга, а на последующем RAW 14 июля состоялся гаунтлет-матч за претендентство. Победителем этого матча оказался СМ Панк, который вышел в матч последним и смог удержать Брона Брейкера, который ранее по ходу матча одолел Пенту, ЛА Найта и Джея Усо. Для Панка это станет вторым матчем за Мировое чемпионство после того, как 28 июня на Night of Champions он не смог выиграть у Джона Сины Неоспоримое Чемпионство WWE. Панк и Гюнтер ранее не проводили телевизионных матчей, но провели ряд матчей на одном из праздничных домашних шоу в конце 2024 года и по ходу мартовского Евротура 2025 года. Причем два матча прошли в клетке. Те матчи не записывались для ТВ или Премиум-шоу. 25 июля этот матч был назначен на первый день шоу.
3 марта на RAW Ийо Скай победила Рею Рипли и выиграла у неё это Женское чемпионство Мира. На WrestleMania 41 поначалу был назначен матч Ийо Скай против Бьянки Билэйр, выигравшей на Elimination Chamber право на бой за это Чемпионство, однако позже Рипли добилась того, чтобы быть добавленной в этот матч, что было утверждено на RAW 7 апреля. В результате Скай на WrestleMania смогла защитить титул и остаться чемпионкой. После этого Рипли обозначила свою дружбу со Скай, но обещала вернуться к ней за титульным матчем позже. В течение последующих двух месяцев (с середины мая до середины июля) Скай не выходила на ринг вообще, а Рипли занималась разборками с участницами группировки «Судный день». Она не смогла выиграть контракт «Деньги в банке» на премиум-шоу Money in the Bank, но затем победила Ракель Родригес на Night of Champions. 30 июня на первом RAW после этого шоу Ийо Скай рассказала, что генеральный менеджер красного бренда Эдам Пирс разрешил ей выбрать оппонентку для боя на Evolution. Скай сообщила, что она выбрала именно Рипли, и их матч был утвержден. На Evolution в их матч вмешалась Наоми, которая реализовала выигранный ранее контракт «Деньги в банке» и стала новой Чемпионкой Мира. На последовавшем RAW 14 июля Рипли и Скай прервали первую речь Наоми в статусе чемпионки, на что та предложила проигравшим отправиться в конце очереди претендентов. После этого генеральный менеджер RAW Адам Пирс самолично назначил трёхсторонний матч на SummerSlam, что внезапно обрадовало всех трёх рестлерш. 25 июля этот матч был назначен на второй день шоу.
С конца февраля Женским командным чемпионством в течение более 4 месяцев (с перерывом на один день) владели Лив Морган и Ракель Родригес. За это время рестлерши провели лишь две титульные защиты (в одной из которых проиграли титулы, хоть и вернули их уже на следующий день, а третья была на шоу NXT — причем все три этих матча состоялись в течение трех дней подряд). 16 июня на RAW Лив Морган получила тяжелую травму плеча, по поводу которой ей потребовалась операция. Когда стало ясно, что Морган не вернется на ринг в течение нескольких месяцев, было принято решение на объявлять титулы вакантными, а произвести замену. Так Морган в качестве одной из чемпионок подменила Роксанна Перес, которая несколько предшествующих недель пыталась втереться в доверие другим участникам «Судного дня». На RAW 30 июня данную идею генеральному менеджеру Адаму Пирсу подсказал Финн Балор, и тот согласился, поставив условие, что Родригес и Перес будут защищать титулы на Evolution в 4-стороннем матче, где их оппонентками станут три команды с трех разных брендов WWE: Raw, SmackDown и NXT. 4 июля на SmackDown в этот матч квалифицировались Шарлотт Флэр и Алекса Блисс, выигравшие 4-сторонний матч претенденток. Обе рестлерши вернулись к выступлениям в мае, пропустив по несколько недель, а Блисс при этом пропустила и WrestleMania 41. В течение июня они несколько раз приходили друг другу на помощь, и изначальная вражда со временем превратилась в доверие, и первый же совместный матч оказался успешным. На RAW 7 июля участницами матча от красного бренда были японские рестлерши Аска и Каири Сэйн, а NXT представят Сол Рука и Зария. На самом шоу Evolution Родригес и Перес защитили титулы, выйдя победителями из четырехстороннего матча, однако ни Блисс, ни Флэр удержаны не были. Так что уже на следующем SmackDown Шарлотт Флэр намекнула на то, что ее фамилия имеет вес за кулисами и сообщила, что договорилась с Адамом Пирсом об еще одном титульном матче на SummerSlam. Несмотря на уже назначенный матч на RAW 21 июля Родригес и Перес провели еще одну титульную защиту, победив Бэйли и Лайру Валькирию в матче, который был назначен ранее в тот же день. 25 июля этот матч был назначен на первый день шоу.
На WrestleMania 41 матч за Командное чемпионство должна была провести Бэйли, на которую за день до матча было совершено анонимное нападение. Вместо нее напарницей интерконтинентальной чемпионки Лайры Валькирии стала вернувшаяся Бекки Линч. Они сразу выиграли титулы, однако проиграли их в первой же защите на RAW 21 апреля. После проигрыша Линча разозлилась и напала на Валькирию, также выдав, что это именно она напала на Бэйли. На Backlash был назначен титульный матч, в котором Валькирия смогла защитить титул от Линч, однако на Money in the Bank назначили еще один матч, и на этот раз сильнее оказалась Линч, ставшая новой интерконтинентальной чемпионкой. Через две недели после этого на шоу вернулась Бэйли, которая пропустила около двух месяцев выступлений. Она напала на Линч и обозначила свои претензии на Чемпионство. 23 июня у них состоялся титульный матч, в который вмешалась Лайра, что привело к тому, что Линч сохранила титул из-за дисквалификации. 30 июня на RAW состоялся матч Бэйли и Лайры, в котором они должны были определить претендентку на титул, но матч завершился обоюдным удержанием. В понедельник 7 июля незадолго до начала шоу RAW был назначен трехсторонний матч за Интерконтинентальное чемпионство. Бекки Линч будет защищать титул от Бэйли и Лайры Валькирии. На шоу Evolution Линч смогла защитить Чемпионство, и на следующий день на RAW 14 июля был назначен матч еще один матч за претендентство для Бэйли и Лайры Валькирии. Этот матч по правилам до двух побед выиграла Валькирия. На RAW 21 июля Линч предложила повысить ставки, добавив в матч условие, что если Лайра не победит, она больше не сможет претендовать на титул, пока им владеет Линч. Валькирия согласилась, но в ответ предложила убрать из условий матч дисквалификации и отсчеты. Линч согласилась, и матч был утвержден с этими условиями. 25 июля этот матч был назначен на второй день шоу.
С началом 2025 года Каррион Кросс начал регулярно появляться в сегментах Сэми Зэйна, обращаясь к нему то с провоцирующими, то с мотивирующими речами. Сделав перерыв на несколько месяцев, в мае он вернулся к Зэйну, начав обвинять его в трусости и лжи. На RAW 16 июня терпение Зэйна лопнуло, он напал на Кросса и назначил ему матч на Night of Champions, где одержал победу. На этом ничего не закончилось, поскольку на последующем RAW 30 июня Кросс избил Зэйна обрезком трубы, что позже стоило ему победы в командном матче. Неделей позже на RAW 7 июля Кросс снова напал на Зэйна с этим предметом, но ему помешали Адам Пирс и другой персонал RAW. Зэйн же от очередного матча не отказался и снова проиграл. 21 июля на RAW им был назначен матч, который выиграл Кросс после удара трубой. В пятницу 25 июля им был назначен и еще один матч на SummerSlam. Тогда же этот матч был назначен на первый день шоу.
На WrestleMania 41 впервые после многолетнего сотрудничества Пол Хейман сопровождал к рингу не Романа Рейнса, а СМ Панка, с которым его также связывала давняя история взаимоотношений. Панк потребовал такого шага со стороны Хеймана на Smackdown 4 апреля в ответ на услугу, которую оказал в ноябре 2024 года, когда сам стал участником команды Рейнса в матче «Военные игры» на шоу Survivor Series. На главном шоу WWE года Хейман предал и Панка, и Рейнса, присоединившись к третьему участнику их матча — Сету Роллинсу, который матч и выиграл. После WrestleMania к Роллинсу и Хейману присоединились Брон Брейккер и Бронсон Рид, при этом именно Брейкер нанес сюжетную травму Рейнсу, отправив его на продолжительное лечение. 12 июля на Saturday Night’s Main Event XL Роллинс получил тяжелую травму колена, а 14 июля на RAW был проведен гаунтлет-матч за претендентство на Чемпионство Мира в тяжелом весе. Этот матч выиграл СМ Панк, удержавший Брона Брейкера, которому по ходу матча периодически помогал Рид. После матча Брейкер и Рид напали на СМ Панка. На помощь пришел Джей Усо, но его усилий оказалось недостаточно. Тогда свое слово сказал Роман Рейнс, вернувшийся на шоу впервые с WrestleMania. Он разогнал Брейкера и Рида с Хейманом, а через неделю на RAW 21 июля заявил, что не забыл о предательстве Хеймана. 22 июля он опубликовал в соц.сетях видео, в котором предложил Усо объединиться для командного матча против Брейкера и Рида. Джей согласился, и этот матч был утвержден на SummerSlam. 25 июля этот матч был назначен на первый день шоу.
Новым Интерконтинентальным чемпионом на WrestleMania 41 стал Доминик Мистерио, выигравший четырёхсторонний матч у бывшего Чемпиона Брона Брейккера, а также Пенты и Финна Балора. Доминик успешно защитил титул дважды от Пенты на RAW и Backlash, а затем от Октагона младшего на шоу Money in the Bank. 9 июня на RAW Доминик не смог выиграть четырёхсторонний матч 1 раунда турнира «Король Ринга», после чего он ушел в продолжительный отпуск с лечением травмы. Эй Джей Стайлз после поражения от Логана Пола на WrestleMania 41 решил, что направится в Интерконтинентальный дивизион и 5 мая на RAW заявил Доминику, что он будет следующим в очереди за Интерконтинентальным чемпионством. Мистерио попросил Финна Балора разобраться с Стайлзом. Стайлз справился с Балором на RAW 12 мая, через неделю в компании с Пентой проиграл Балору и Джей. Ди. Макдоне, а на RAW 16 мая победил Макдону в матче 1х1. После матча Мистерио напал на Стайлза, но тот смог отбиться, причем после того, как Доминик вылетел с ринга, там остался чемпионский пояс. Стайлз поднял его и покинул зал с поясом в руках, пока «Судный день» злился на ринге. Стайлз все же вернул пояс Генеральному Менеджеру SmackDown Нику Алдису, который в тот день подменял Адама Пирса. Алдис, в свою очередь, назначил матч за Интерконтинентальное чемпионство на Night of Champions. Несмотря на это через неделю из-за травмы Мистерио этот матч в итоге отменили. В течение нескольких последующих недель Доминик избегал назначения матча против Стайлза, ссылаясь на травму. 14 июля на RAW Адам Пирс сообщил, что Мистерио ждет обследование врачей, вердикт которых определит, готов ли Доминик к матчу или нет. Если да, матч будет назначен на SummerSlam. На RAW 21 июля Доминик всячески избегал обследования, а Стайлз прикидывался различными сотрудниками техперсонала, контролируя его поведение. Адам Пирс в итоге поставил ультиматум, что в случае отказа от обследования Мистерио лишится титула. Позже на шоу Мистерио напал на Стайлза, а затем объявил, что готов к возвращению и таким образом их матч на SummerSlam был утверждён.

## Ход шоу

### День 1, суббота 2 августа
В первом матче уик-енда Роман Рейнс и Джей Усо одержали победу над Бронсоном Ридом и Броном Брейкером. В решающий момент матча Рейнс принял на себя «Гарпун» Брейкера, после чего Усо провел Брону Суперкик и добавил Сплэш Риду. Вслед за этим Усо удержал Рида, одержав победу.
Во втором матче Алекса Блисс и Шарлотт Флэр стали новыми командными чемпионками WWE, победив Ракель Родригес и Роксанну Перес. По ходу матча у Блисс и Флэр наметились разногласия в виде случайной атаки Блисс на Флэр. Но Шарлотт в ответ не напала сама, а защитила Блисс, когда та готовилась проводить финишер Перес. В итоге Шарлотт заблокировала биг-бутом атаку Родригес, а Блисс — удержала Перес для победы и выигрыша титула.
В третьем матче Сами Зэйн победил Карриона Кросса, отказавшись от возможности использовать посторонний предмет (дубинку), который ему предложила Скарлетт Бордо. Зэйн отбросил дубинку и довел матч до чистой победы.
В четвертом матче Тиффани Стрэттон победила Джейд Каргилл в неожиданно быстром матче, реверсировав попытку «Джейдед» с канатов вариацией хураканраны, а затем проведя свой фирменный «Мунсолт». Матч стал лишь третьим поражением Каргилл в матчах 1х1, а для Стрэттон — эта победа стала тринадцатой подряд в таких матчах.
В пятом матче Дрю Макинтайр и Логан Пол победили Рэнди Ортона и Джелли Ролла. По ходу матча Логан Пол сотворил очередной «вирусный» момент, проведя Сплэш в очках с камерой. Видео с его очков было загружено в соц.сети и собрало миллионы просмотров. Джелли в результате этой атаки получил достаточно тяжелые повреждения (сюжетные), что к рингу вышли врачи, принявшие решение, что ему стоит покинуть зал. Ортон держался в матче один против двоих, пока Ролл не решил вернуться. Он вернулся, провел среди прочего Чоукслэм и Скуп-пауэрслэм Логану Полу. Макинтайр прервал удержание, добавил «Клеймор-кик», после чего Ортон вырубил Дрю РКО, но Пол выбросил Ортона с ринга. Пол добавил Джелли «Сплэш лягушки» и удержал его.
В шестом матче Си Эм Панк победил Гюнтера и стал Чемпионом мира в тяжёлом весе. После этого на стадионе оказался Сет Роллинс, который до того три недели провел на костылях из-за травмы, полученной на Saturday Night’s Main Event XL. Роллинс отбросил костыли, показав, что все это время симулировал травму, после чего реализовал контракт Money in the Bank и стал Чемпионом мира в тяжёлом весе во второй раз.

### День 2, воскресенье 3 августа
В открывающем матче второго дня SummerSlam Наоми защитила Чемпионство Мира от Реи Рипли и Ийо Скай. Для победы она свернула Рипли после того, как та провела Скай «Риптайд» с канатов.
Во втором матче Декстер Лумис и Джо Гэйси выиграли матч TLC, защитив титулы командных чемпионов от пяти других команд. В матч активно вмешивались Кэндис Лерэй (на стороне DIY), Би-Фаб (на стороне Наживы), Эрик Роуэн, Никки Кросс и Бо Даллас (на стороне победителей).
В третьем матче Бекки Линч победила Лайру Валькирию в матче без дисквалификации и отчётов, защитив Женское интерконтинентальное чемпионство. В матч вмешивалась Бэйли, сначала помешавшая Линч ударить Валькирию ломом, но в конце сама ошибочно атаковавшая Лайру.
В четвертом матче Соло Сикоа победил Джейкоба Фату в матче в клетке, защитив Чемпионство США. В матч активно вмешивались соратники Сикоа по группировке МФТ: Тама Тонга, Талла Тонга и Джей.Си.Матео.
В пятом матче Доминик Мистерио победил Эй Джей Стайлза, защитив Интерконтинентальное чемпионство. В конце матча он расшнуровал одну из своих борцовок, из-за чего Стайлз не смог довести свой фирменный болевой "каф-крашер" до победы, а Доминик затем сам удержал его.
В решающем матче Коди Роудс победил Джона Сину, выиграв Чемпионство WWE. Перед и по ходу матча Сина окончательно совершил фэйс-тёрн, снова став положительным персонажем.
После того, как матч завершился, на стадионе показался Брок Леснар, впервые появившийся на шоу WWE после двухлетнего отсутствия. Леснар напал на Сину и избил его.

## Последовавшие события
На первом RAW после SummerSlam 4 августа новому Чемпиону Мира Сету Роллинсу был назначен матч за его титул против ЛА Найта. Решение было принято на основании того, что Найт одержал победу над Роллинсом на шоу Saturday Night’s Main Event, и имеет моральное право на титульный матч. Бой завершился вмешательством СМ Панка и был остановлен по дисквалификации. Началась большая потасовка, в которой участвовали приспешники Роллинса, а также вышедший к рингу Роман Рейнс. Верх одержали Роллинс и его команда, а Найт поругался с Панком из-за того, что тот помешал ему попытаться стать Чемпионом Мира. Бронсон Рид не упустил возможность украсть еще одну пару кроссовок у Романа Рейнса. Через неделю на RAW 11 августа Найт и Панк поругались между собой, но согласились на командный матч против Брейккера и Рида. Этот матч завершился вмешательством Сета Роллинса, и в очередной потасовке также поучаствовал Джей Усо. Адам Пирс в итоге назначил четырехсторонний матч на Clash in Paris, в котором Роллинс будет защищать титул от Панка, Найта и Усо.
На RAW 4 августа также состоялся матч-реванш за Командное женское чемпионство. Этот бой также был выигран Алексой Блисс и Шарлотт Флэр.
По ходу RAW 4 августа было также объявлено, что Гюнтер, получивший сильное рассечение на SummerSlam, уходит на бессрочное лечение. Озвученный диагноз — субдуральная гематома и «взрывной» перелом глазницы.
На RAW 4 августа о своих претензиях на Женское чемпионство мира и праве на бой за этот титул напомнила Стефани Вакер. Также был назначен матч за Женское чемпионство Мира между обладательницей титула Наоми и бывшей чемпионкой Ийо Скай. Буквально за пару часов до RAW 11 августа было объявлено, что врачи запретили Наоми выходить на ринг, таким образом имя оппонентки Вакер на шоу Clash in Paris все еще остаётся под вопросом.
На SmackDown 8 августа Джон Сина окончательно довершил фэйс-тёрн, став положительным персонажем. Его речь прервал Логан Пол, а затем к перепалке подключился Дрю Макинтайр. Сине на помощь пришел Коди Роудс, и в результате в главном матче этого шоу Сина и Роудс победили Пола и Макинтайра. Также был утвержден матч Джона Сины против Логана Пола на Clash in Paris.
9 августа профиль Карриона Кросса был перенесен в раздел «бывших сотрудников». Посреди множественных подтверждений о завершении срока действия его контракта было также много сомнений в том, что увольнение настоящее, и что на самом деле это всё — лишь очередной сюжет с попыткой обмануть обозревателей и зрителей.

## Результаты шоу
Шоу впервые прошло в два дня. Матчи были распределены на субботнее и воскресное шоу в пятницу 25 июля.
| №                               | Результаты                                                                             | Условия | Время |
| ------------------------------- | -------------------------------------------------------------------------------------- | --- | ----- |
| 1                               | Роман Рейнс и Джей Усо победили Брона Брейккера и Бронсона Рида (с Полом Хейманом)     | Командный матч 2×2 | 21:10 |
| 2                               | Шарлотт Флэр и Алекса Блисс победили Судный день (Ракель Родригес и Роксану Перес) (ч) | Командный матч за Командное чемпионство WWE среди женщин | 13:30 |
| 3                               | Сэми Зейн победил Карриона Кросса (с Скарлетт)                                         | Одиночный матч Если выиграет Кросс, Зейн должен сказать "Кросс был прав", но если Зейн победит, Кросс должен сказать "Я был неправ" насчёт Зейна. Поскольку Зейн победил, Кросс должен признать, что он был не прав насчёт Зейна. | 8:10  |
| 4                               | Тиффани Стрэттон (ч) победила Джейд Каргилл                                            | Одиночный матч за Чемпионство WWE среди женщин | 7:05  |
| 5                               | Дрю Макинтайр и Логан Пол победили Рэнди Ортона и Джелли Ролла                         | Командный матч 2х2 | 15:10 |
| 6                               | Си Эм Панк победил Гюнтера (ч)                                                         | Одиночный матч за Чемпионство мира в тяжёлом весе | 30:20 |
| 7                               | Сет Роллинс победил Си Эм Панка (ч)                                                    | Одиночный матч за Чемпионство мира в тяжёлом весе Роллинс закэшил контракт Money in the Bank. | 0:10  |
| - (ч) – чемпион на начало матча |                                                                                        | |       |

| №                               | Результаты | Условия | Время |
| ------------------------------- | --- | --- | ----- |
| 1                               | Наоми (ч) победила Рию Рипли и Ийо Скай | Трёхсторонний матч за Чемпионство мира среди женщин | 16:20 |
| 2                               | Шестерка Уайатта (Декстер Люмис и Джо Гэйси) (ч) победила Андраде и Рея Феникса, #DIY (Джонни Гаргано и Томмасо Чиампа), Фраксиом (Аксиома и Нейтан Фрейзера), Пулеметов из Города моторов (Алекс Шелли и Крис Сэйбин) и Уличную Наживу (Монтес Форд и Анджело Доукинс) | Матч со столами, лестницами и стульями за Командное чемпионство WWE | 16:00 |
| 3                               | Бекки Линч (ч) победила Лайру Валькирию | Матч без дисквалификации и без отчётов за Женское интерконтинентальное чемпионство Поскольку Валькирия проиграла, она не может претендовать за титул пока Линч чемпион. | 25:05 |
| 4                               | Соло Сикоа (ч) победил Джейкоба Фату | Матч в Стальной клетке за Чемпионство Соединённых Штатов WWE | 12:40 |
| 5                               | Доминик Мистерио (ч) победил Эй Джей Стайлза | Одиночный матч за Интерконтинентальное чемпионство WWE | 10:45 |
| 6                               | Коди Роудс победил Джона Сину (ч) | Уличная Драка за Неоспоримое Чемпионство WWE | 37:45 |
| - (ч) – чемпион на начало матча | | |       |